# Amina Zoubeidi
Amina Zoubeidi (* im 20. Jahrhundert) ist eine kanadische Urologin und Hochschullehrerin. Sie ist Wissenschaftlerin am Vancouver Coastal Health Research Institute und Professorin am Department of Urologic Sciences der University of British Columbia. Ihr Forschungsschwerpunkt liegt bei der Aufdeckung molekularer Mechanismen des Fortschreitens von Prostatakrebs.

## Leben und Werk
Zoubeidi erwarb ihren Bachelor of Science an der Mohammed-V.-Universität in Marokko, bevor sie nach Montreal zog, um ihren Master-Abschluss an der Université du Québec à Montréal zu erwerben und an der Universität Montreal in Biochemie zu promovieren. 2010 wurde sie Assistenzprofessorin am Department of Urologic Sciences der University of British Columbia. Im selben Jahr erhielt sie den Young Investigator Award der Durden Foundation der Prostatakrebsstiftung für ihre Forschung zur Bestimmung der Funktion von Hsp27 bei der Krebsbehandlung. 2019 wurde sie Professorin am Department of Urologic Sciences der University of British Columbia.

## Forschung
Ihre Forschung beschäftigt sich mit der Bestimmung der Funktion des Moleküls Heat Shock Protein 27 (Hsp27), das als Promotor für die Bewegung, Invasion und Metastasierung von Tumorzellen bei vielen Krebsarten, einschließlich Prostatakrebs, eine Rolle spielt. Hsp27 unterstützt das Überleben der Zellen unter Stressbedingungen wie der Krebsbehandlung. Frühe Ergebnisse von ihrem Team legen nahe, dass Hsp27 auch eine zelluläre Strukturänderung in Prostatakrebszellen induzieren kann, die es den Zellen ermöglicht, sich von der Tumormikroumgebung zu lösen und sich an andere Stellen des Körpers zu bewegen, was zu einer tödlichen Metastasierung führt. Sie entwickelte präklinische Modelle von MDV3100-resistenten Tumoren und Zelllinien und untersuchte Resistenzmechanismen gegen MDV3100. Zoubeidi und ihr Team konzentrieren sich auf eine tödliche Form von Prostatakrebs namens neuroendokrinen Prostatakrebs (NEPC), für die die einzige Behandlungsoption eine hochtoxische Chemotherapie ist und das Überleben in Monaten gemessen wird. Aufbauend auf der Entdeckung eines Proteins, das für das Wachstum und das Überleben von NEPC unerlässlich ist, entwickelt das Team First-in-Field-Blocker dieses Proteins.
Sie erhielt Auszeichnungen der Terry Fox- und Michael-Smith-Stiftung für Gesundheitsforschung, von denen sie als New Investigator and Research Scholar gefördert wurde. Sie ist Mitglied mehrerer Überprüfungsausschüsse des Grant Panels, darunter Prostate Cancer Canada, das Canadian Institute of Health Research und die Prostate Cancer Foundation USA.
Sie hat nationale und internationale Kooperationen bei Forschungsprojekten und Stipendien des öffentlichen und privaten Sektors aufgebaut. Sie ist Autorin von über 240 wissenschaftlichen Veröffentlichungen und 6 Patentanmeldungen.

## Auszeichnungen (Auswahl)
- 2007: AACR-WICR Brigid G. Leventhal Scholar in Cancer Research Award
- 2007: Research award, Northwest Urological Society
- 2008: Research award, American Urological Association
- 2010: PCF Young Investigator Award, Prostate Cancer Foundation-USA (PCF)
- 2017: PCC-Movember Translation Acceleration Grant